# ليونارد ر. خان
ليونارد ر. خان (بالإنجليزية: Leonard R. Kahn)‏ هو مخترِع أمريكي، ولد في 16 يونيو 1926 في نيويورك في الولايات المتحدة، وتوفي في 3 يونيو 2012.